# Tiszaújváros
Tiszaújváros là một thành phố thuộc hạt Borsod-Abaúj-Zemplén, Hungary. Thành phố này có diện tích 46,04 km², dân số năm 2010 là 16582 người, mật độ 360 người/km².